# Cold Heart (Pnau Remix)
Cold Heart (Pnau Remix) è un singolo dei cantanti britannici Elton John e Dua Lipa, pubblicato il 13 agosto 2021 come primo estratto dal trentaquattresimo album in studio di Elton John The Lockdown Sessions.

## Pubblicazione
Le prime notizie su una possibile collaborazione tra i due artisti hanno iniziato a circolare ad inizio agosto 2021, dopo che entrambi avevano avuto un'interazione sul profilo Instagram di Lipa. A partire dal 10 agosto 2021 sono stati divulgati alcuni filmati di John e Lipa in versione animata che ballavano su una base da discoteca, accompagnati da tags indirizzati al trio australiano Pnau. Il giorno seguente sono stati annunciati titolo e data di pubblicazione del singolo.

## Descrizione
Cold Heart (Pnau Remix) è un brano disco e house, che consiste in un mash-up di quattro brani del passato di Elton John, ovvero Rocket Man (1972), Where's the Shoorah? (1976), Kiss the Bride (1983) e Sacrifice (1989). Apre il brano Elton John, intonando la prima strofa di Sacrifice al quale segue il pre-ritornello della medesima canzone sempre eseguito da Elton John, sul cui finale i coristi introducono la melodia di Rocket Man che da adito al ritornello che viene cantato da Dua Lipa, la quale chiude il ritornello tratto da Rocket Man con due versi di Kiss the Bride, precisamente con il verso finale della strofa 1 e il verso finale della strofa 2. La canzone procede, dunque, con la duplice ripetizione del pre-ritornello di Sacrifice eseguito da Elton John e del ritornello di Rocket Man e i due versi di Kiss the Bride eseguiti da Dua Lipa. Chiude il brano il coro che, pronunciando quattro volte la parola "shoora", evoca il brano Where's the Shoorah?

## Video musicale
Il video, animato e diretto da Raman Djafari, è stato reso disponibile su YouTube in contemporanea all'uscita del singolo.

## Tracce
Testi e musiche di Elton John, Bernie Taupin, Nicholas Littlemore, Peter Mayes e Sam Littlemore.
Download digitale, streaming
1. Cold Heart (Pnau Remix) – 3:22

Download digitale, streaming – The Blessed Madonna Remix
1. Cold Heart (The Blessed Madonna Remix) – 2:53
2. Cold Heart (The Blessed Madonna Extended Mix) – 4:33

Download digitale, streaming – PS1 Remix
1. Cold Heart (PS1 Remix) – 2:47

CD
1. Cold Heart (Pnau Remix) – 3:22
2. Cold Heart (The Blessed Madonna Remix) – 2:53

Download digitale, streaming – Claptone Remix
1. Cold Heart (Claptone Remix) – 3:03

Download digitale, streaming – Acoustic
1. Cold Heart (Acoustic) – 3:15

## Formazione
Hanno partecipato alle registrazioni, secondo le note di copertina:
- Elton John – voce
- Dua Lipa – voce
- Nicholas Littlemore – programmazione sintetizzatori, batteria, programmazione batteria, produzione
- Peter Mayes – programmazione sintetizzatori, batteria, programmazione batteria, produzione, ingegneria del suono
- Sam Littlemore – programmazione sintetizzatori, batteria, programmazione batteria, produzione
- Mark Shick – produzione vocale Dua Lipa
- Rafael Fadul – ingegneria del suono
- Josh Gudwin – missaggio

## Successo commerciale
Nella Official Singles Chart del Regno Unito Cold Heart (Pnau Remix) ha debuttato alla 33ª posizione nella pubblicazione datata al 26 agosto 2021, divenendo la prima top forty di John in oltre dodici anni. Dopo aver asceso la classifica, nella sua nona settimana si è collocato al primo posto con 63 298 unità di vendita, di cui 50 405 sono derivate da riproduzioni in streaming e 5 057 sono copie fisiche, segnando l'ottava numero uno di John (la prima in oltre sedici anni) e la terza di Lipa. È risultata la 12ª canzone più consumata nel paese durante la prima metà del 2022.
In Italia è rimasto a lungo uno dei brani più trasmessi dalle radio, classificandosi al 2º posto nella relativa graduatoria.
In Australia il brano ha raggiunto il vertice della ARIA Singles Chart nella sua dodicesima settimana in classifica, divenendo il primo singolo al numero uno per Elton John dal 1997 con Something About the Way You Look Tonight/Candle in the Wind 1997; lo stesso John, a 74 anni, è inoltre divenuto l'artista più anziano a svettare nella hit parade australiana. Per Dua Lipa si è trattata invece della prima numero uno. Anche in Nuova Zelanda Cold Heart (Pnau Remix) si è imposto al primo posto della Official Top 40 Singles, segnando la quarta numero uno di John e la prima di Lipa.
Negli Stati Uniti il singolo è arrivato fino alla 7ª posizione della Billboard Hot 100 con 52,1 milioni di radioascoltatori, 10 milioni di stream e 13 000 copie digitali, dando a John la sua ventottesima top ten, che è divenuto così il decimo artista con entrate nella regione in almeno quattro decenni, e a Lipa la sua quarta.

## Classifiche

### Classifiche settimanali
| Classifica (2021-23)  | Posizione massima |
| --------------------- | ----------------- |
| Argentina             | 27                |
| Australia             | 1                 |
| Austria               | 3                 |
| Belgio (Fiandre)      | 2                 |
| Belgio (Vallonia)     | 1                 |
| Bielorussia           | 82                |
| Bulgaria              | 1                 |
| Canada                | 1                 |
| Cile                  | 15                |
| Costa Rica            | 9                 |
| Croazia               | 1                 |
| Danimarca             | 2                 |
| El Salvador           | 1                 |
| Estonia               | 54                |
| Finlandia             | 14                |
| Francia               | 9                 |
| Germania              | 3                 |
| Grecia                | 8                 |
| Irlanda               | 2                 |
| Islanda               | 1                 |
| Italia                | 6                 |
| Kazakistan            | 29                |
| Lituania              | 1                 |
| Lussemburgo           | 4                 |
| Messico               | 17                |
| Moldavia              | 47                |
| Norvegia              | 4                 |
| Nuova Zelanda         | 1                 |
| Paesi Bassi           | 8                 |
| Panama                | 16                |
| Paraguay              | 53                |
| Perù                  | 67                |
| Polonia               | 1                 |
| Portogallo            | 10                |
| Regno Unito           | 1                 |
| Repubblica Ceca       | 13                |
| Repubblica Dominicana | 42                |
| Romania               | 4                 |
| Russia                | 2                 |
| Singapore             | 19                |
| Slovacchia            | 6                 |
| Spagna                | 15                |
| Stati Uniti           | 7                 |
| Sudafrica             | 9                 |
| Svezia                | 5                 |
| Svizzera              | 4                 |
| Ucraina               | 1                 |
| Ungheria              | 7                 |
| Vietnam               | 95                |

### Classifiche di fine anno
| Classifica (2021) | Posizione |
| ----------------- | --------- |
| Australia         | 13        |
| Austria           | 59        |
| Belgio (Fiandre)  | 32        |
| Belgio (Vallonia) | 19        |
| Canada            | 77        |
| Croazia           | 72        |
| Danimarca         | 31        |
| Francia           | 60        |
| Germania          | 49        |
| Irlanda           | 19        |
| Islanda           | 19        |
| Italia            | 62        |
| Nuova Zelanda     | 23        |
| Paesi Bassi       | 32        |
| Polonia           | 23        |
| Portogallo        | 103       |
| Regno Unito       | 21        |
| Russia            | 35        |
| Svezia            | 84        |
| Svizzera          | 39        |
| Ungheria          | 42        |
| Classifica (2022) | Posizione |
| Australia         | 4         |
| Austria           | 7         |
| Belgio (Fiandre)  | 7         |
| Belgio (Vallonia) | 30        |
| Brasile           | 78        |
| Bulgaria          | 4         |
| Canada            | 1         |
| Danimarca         | 14        |
| Francia           | 23        |
| Germania          | 9         |
| Islanda           | 2         |
| Italia            | 56        |
| Lituania          | 4         |
| Norvegia          | 18        |
| Nuova Zelanda     | 1         |
| Paesi Bassi       | 15        |
| Paraguay          | 138       |
| Regno Unito       | 13        |
| Russia            | 5         |
| Spagna            | 49        |
| Stati Uniti       | 10        |
| Svezia            | 19        |
| Svizzera          | 6         |
| Ucraina           | 9         |
| Ungheria          | 27        |
| Classifica (2023) | Posizione |
| Argentina         | 180       |
| Australia         | 28        |
| Bielorussia       | 147       |
| Brasile           | 188       |
| Danimarca         | 83        |
| Estonia           | 96        |
| Francia           | 95        |
| Kazakistan        | 29        |
| Moldavia          | 129       |
| Paesi Bassi       | 68        |
| Portogallo        | 80        |
| Regno Unito       | 75        |
| Russia            | 139       |
| Svizzera          | 31        |
| Ucraina           | 27        |
| Classifica (2024) | Posizione |
| Australia         | 85        |
| Bielorussia       | 170       |
| Portogallo        | 150       |
| Ucraina           | 54        |

#### Classifiche di fine decennio
| Classifica (2020-29) | Posizione |
| -------------------- | --------- |
| Bielorussia          | 36        |
| Estonia              | 14        |
| Kazakistan           | 16        |
| Moldavia             | 49        |
| Russia               | 6         |
| Ucraina              | 32        |

## Date di pubblicazione
| Paese                 | Data              | Formato                      | Versione                  | Nota    |
| --------------------- | ----------------- | ---------------------------- | ------------------------- | ------- |
| Mondo                 | 13 agosto 2021    | Download digitale, streaming | Originale                 | [ 129 ] |
| Italia                | 13 agosto 2021    | Contemporary hit radio       | Originale                 | [ 130 ] |
| Stati Uniti d'America | 24 agosto 2021    | Contemporary hit radio       | Originale                 | [ 131 ] |
| Mondo                 | 10 settembre 2021 | Download digitale, streaming | The Blessed Madonna Remix | [ 132 ] |
| Mondo                 | 17 settembre 2021 | Download digitale, streaming | PS1 Remix                 | [ 133 ] |
| Mondo                 | 1º ottobre 2021   | CD                           | Originale                 | [ 134 ] |
| Regno Unito           | 8 ottobre 2021    | CD (con art card)            | Originale                 | [ 135 ] |
| Mondo                 | 8 ottobre 2021    | Download digitale, streaming | Claptone Remix            | [ 136 ] |
| Mondo                 | 12 ottobre 2021   | Download digitale, streaming | Acoustic                  | [ 137 ] |